# Cerasana rubripuncta
Cerasana rubripuncta är en fjärilsart som beskrevs av Joannis 1900. Cerasana rubripuncta ingår i släktet Cerasana och familjen tandspinnare. Inga underarter finns listade i Catalogue of Life.